# Serie A1 1990-1991 (hockey su pista)
La Serie A1 1990-1991 è stata la 68ª edizione (la 42ª a girone unico) del massimo campionato italiano di hockey su pista maschile. Al termine dei playoff lo scudetto fu conquistato per la prima volta dal Seregno che sconfisse in finale il Roller Monza.

## Formula
Per la stagione 1990/1991 il campionato si svolse tra 16 squadre che si affrontarono in un girone unico, con partite di andata e ritorno. Al termine della stagione regolare si disputarono i playoff scudetto che videro le prime dieci classificate sfidarsi al meglio delle tre partite a partire dalle semifinali. Inoltre la quinta e la sesta classificata sfidarono in un turno preliminare playoff le due squadre neopromosse in A1..

## Squadre partecipanti
| - Castiglione (Cieloverde) - Thiene - Novara (Imit) - Hockey Forte dei Marmi - Roller Monza (Essebì) - Trissino (Con. Mastrotto) - Amatori Lodi (Faip) - Hockey Club Monza | - Reggiana - CGC Viareggio (Primomercato) - Seregno (Mobilsigla) - Marzotto Valdagno - Hockey Club Lodi (Granata) - HC Correggio (Biesseci) - Bassano (Elektrolume) - Amatori Reggio Emilia (Uniplast) |

## Classifica finale
|  | Pos. | Squadra                | Pt | G | V | N | P | GF | GS | DR |
|  | ---- | ---------------------- | -- | - | - | - | - | -- | -- | -- |
|  | 1.   | Roller Monza           | 54 |   |   |   |   |    |    |    |
|  | 2.   | Seregno                | 41 |   |   |   |   |    |    |    |
|  | 3.   | Novara                 | 41 |   |   |   |   |    |    |    |
|  | 4.   | Amatori Lodi           | 39 |   |   |   |   |    |    |    |
|  | 5.   | Thiene                 | 36 |   |   |   |   |    |    |    |
|  | 6.   | Trissino               | 35 |   |   |   |   |    |    |    |
|  | 7.   | Bassano                | 34 |   |   |   |   |    |    |    |
|  | 8.   | Marzotto Valdagno      | 32 |   |   |   |   |    |    |    |
|  | 9.   | Hockey Forte dei Marmi | 29 |   |   |   |   |    |    |    |
|  | 10.  | HC Correggio           | 28 |   |   |   |   |    |    |    |
|  | 11.  | Amatori Reggio Emilia  | 27 |   |   |   |   |    |    |    |
|  | 12.  | CGC Viareggio          | 25 |   |   |   |   |    |    |    |
|  | 13.  | Reggiana               | 25 |   |   |   |   |    |    |    |
|  | 14.  | Castiglione            | 16 |   |   |   |   |    |    |    |
|  | 15.  | Hockey Club Lodi       | 15 |   |   |   |   |    |    |    |
|  | 16.  | Hockey Club Monza      | 4  |   |   |   |   |    |    |    |

Legenda:

      Qualificate ai play-off
      Qualificate al turno preliminare play-off
      playout

## Play-off scudetto

### Squadre partecipanti
| - Thiene - Novara (Imit) - Hockey Forte dei Marmi - Roller Monza (Essebì) - Trissino (Con. Mastrotto) - Amatori Lodi (Faip) - Seregno (Mobilsigla) - Marzotto Valdagno - HC Correggio (Biesseci) - Bassano (Elektrolume) | - Follonica (Wintec) (serie A2) - Rollen Pordenone (Latus) (serie A2) |

## Verdetti
- Seregno (Mobilsigla) - Campione d'Italia 1990-1991.
- Hockey Club Lodi,  Hockey Club Monza - retrocesse in Serie A2.

### Libri
- Paolo Virdi, 50 minuti di gloria. Gli anni moderni dell'hockey pista. Volume 1, Lodi, Lodinotizie, 2012, ISBN 978-88-908803-0-8.